# کانن ئی‌اواس ۷دی
کانن ئی‌اواس ۷دی (به انگلیسی: Canon EOS 7D) دوربین تک لنزی بازتابی (DSLR) شرکت کانن است. این دوربین در بین خبرنگاران بسیار محبوب است و دلیل آن نیز سرعت عکاسی پیاپی زیاد این دوربین نسبت به مدل EOS 60D است. سرعت عکاسی پیاپی این دوربین هشت فریم در ثانیه است.

## مشخصات کلی
- مشخصات حسگر و پرونده: حسگر CMOS با کیفیت ۱۸ مگاپیکسل - اندازه ۱۴٫۹ × ۲۲٫۳ میلی‌متر-تکنولوژی تشخیص چهره - تکنولوژی تشخیص لبخند
- فیلم: ابعاد فول اچ‌دی - سرعت ۳۰ فریم بر ثانیه
- عکسبرداری: سرعت شاتر از ۱/۸۰۰۰ ثانیه تا ۳۰ ثانیه
- حساسیت سنسور: ۱۰۰ تا ۶۴۰۰ و (۱۲۸۰۰ در حالت تقویت شده)
- سیستم نورسنجی: ۶۳ منطقه‌ای iFCL
- نمایشگر: از نوع ال‌سی‌دی و چرخشی- ۳ اینچ - Live View
- فلاش: داخلی (Pop-Up) با برد ۱۲ متر با قابلیت نصب فلاش خارجی (Hot-shoe، E-TTL II)
- باتری: یون لیتیوم مدل (LP-E۶)
- سایر مشخصات: ذخیره بر روی کارت حافظه SD/SDHC/SDXC